# شهرستان مورای (جورجیا)
شهرستان مورای، جورجیا (به انگلیسی: Murray County, Georgia) یک سکونتگاه مسکونی در ایالات متحده آمریکا است که در جورجیا واقع شده‌است.